# Indická armáda
Indická armáda (anglicky Indian Army, hindsky भारतीय थलसेना) je pozemní složka ozbrojených sil Indie. Představuje jejich nejpočetnější složku a v současnosti je druhou největší armádou světa. Podobně jako další složky Indických ozbrojených sil se plně skládá z vojáků z povolání.

## Fotogalerie

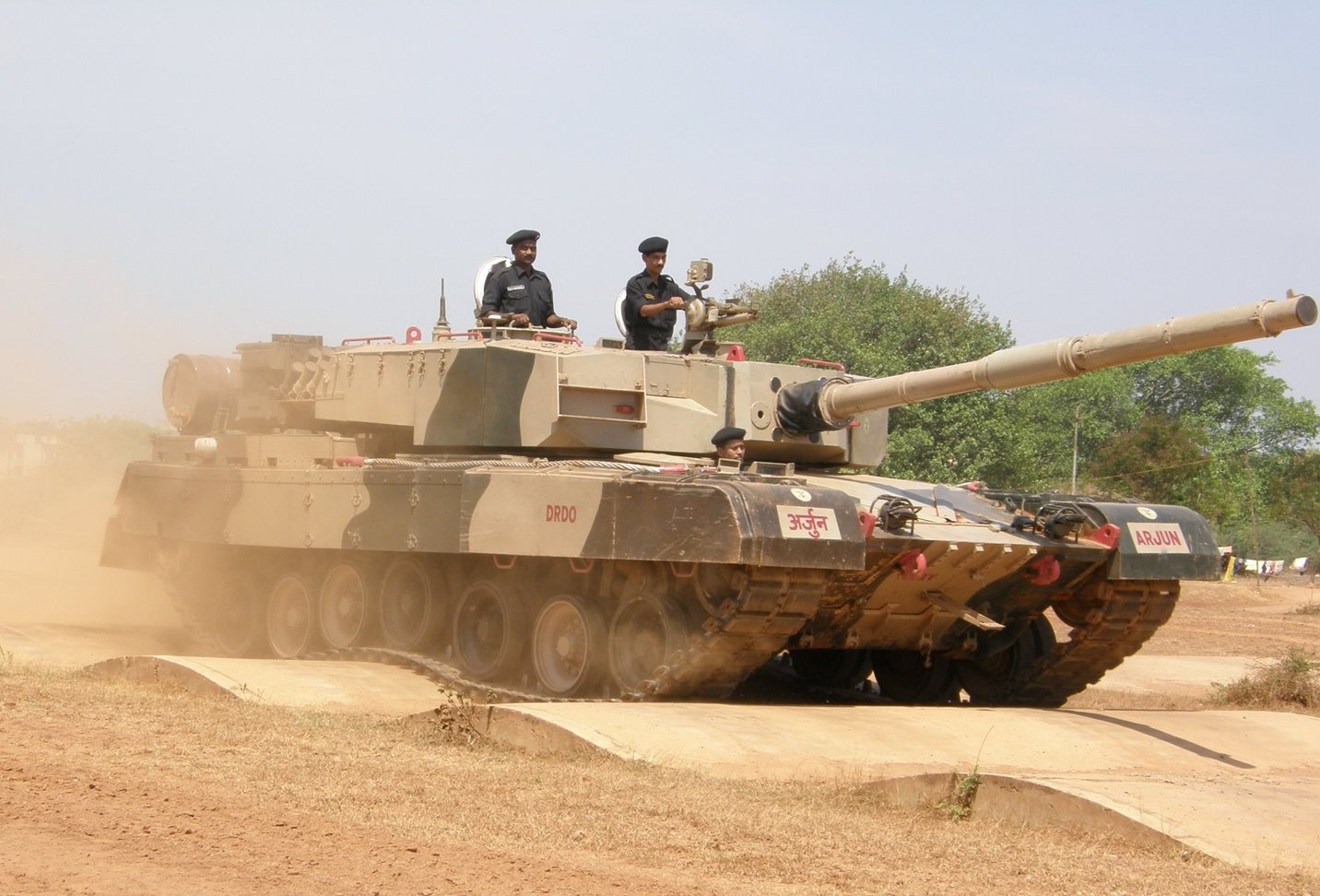
Indický tank Arjun Mk.I
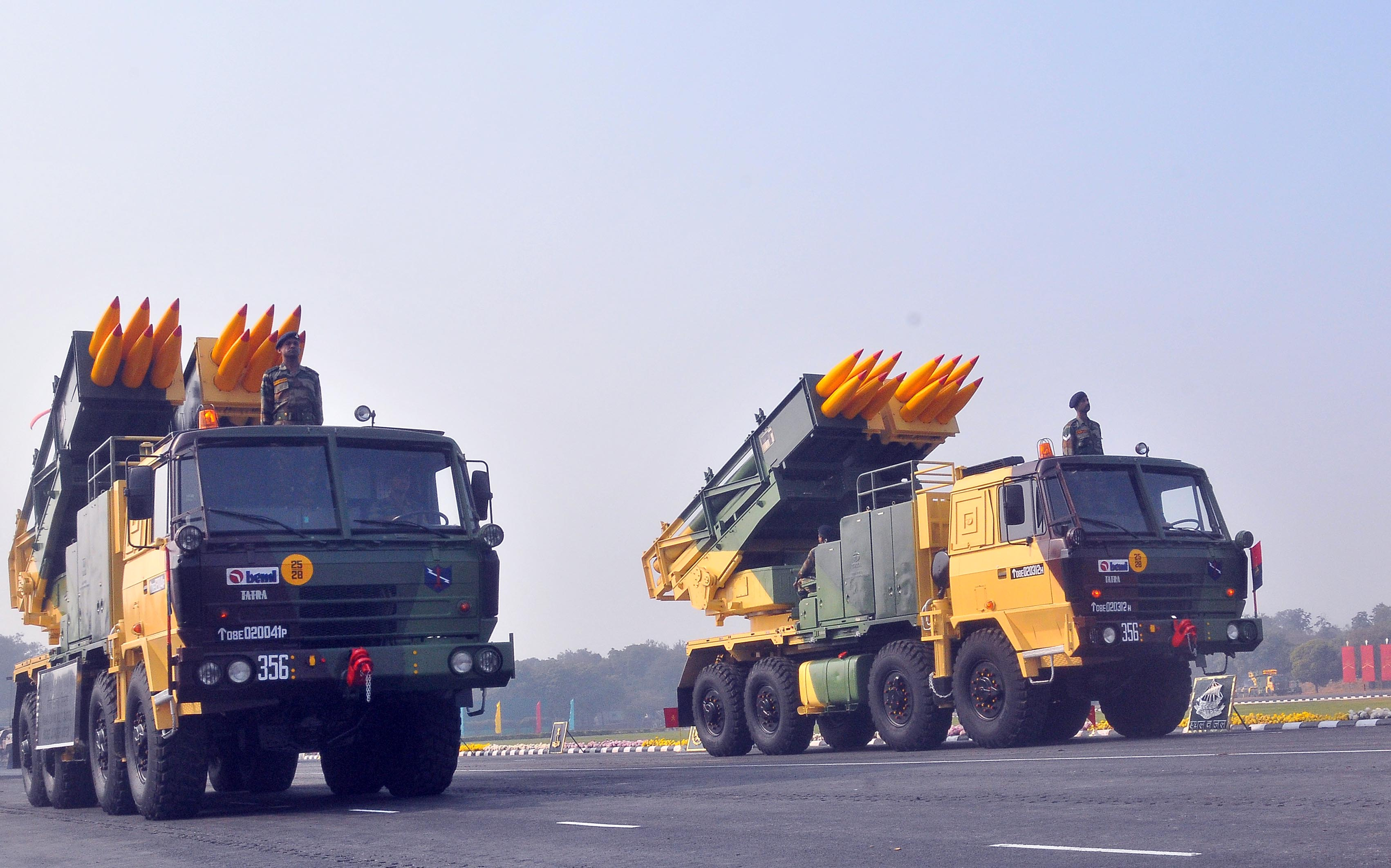
Raketomety Pinaka
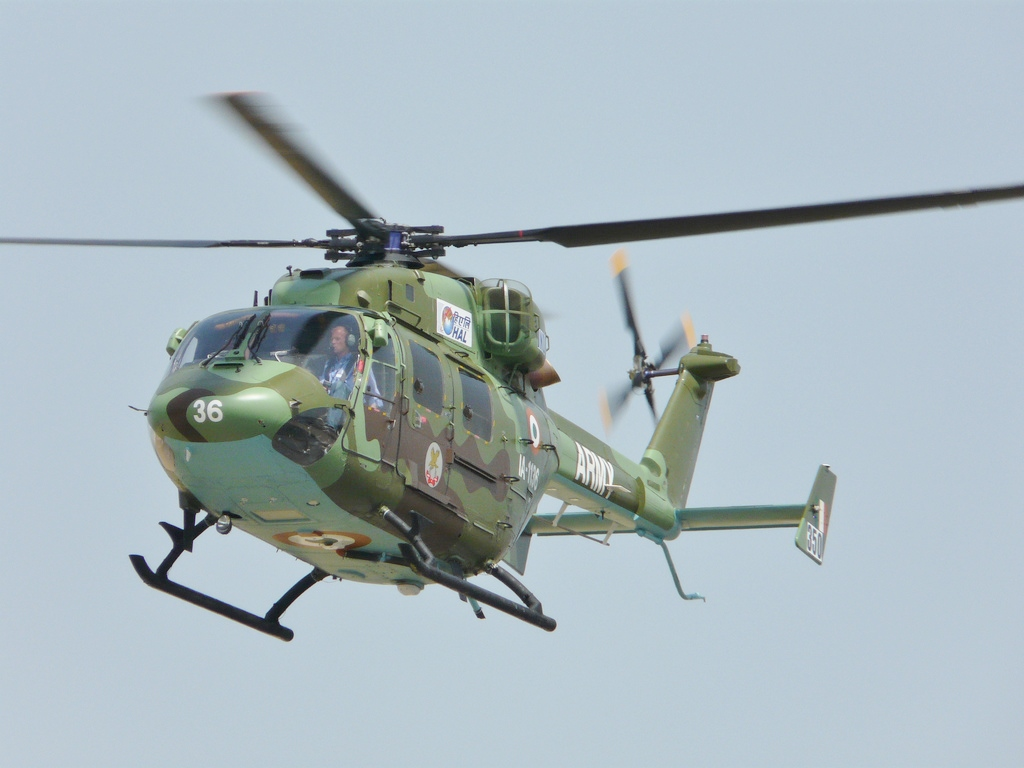
Vrtulník HAL Dhruv vojskového letectva indické armády
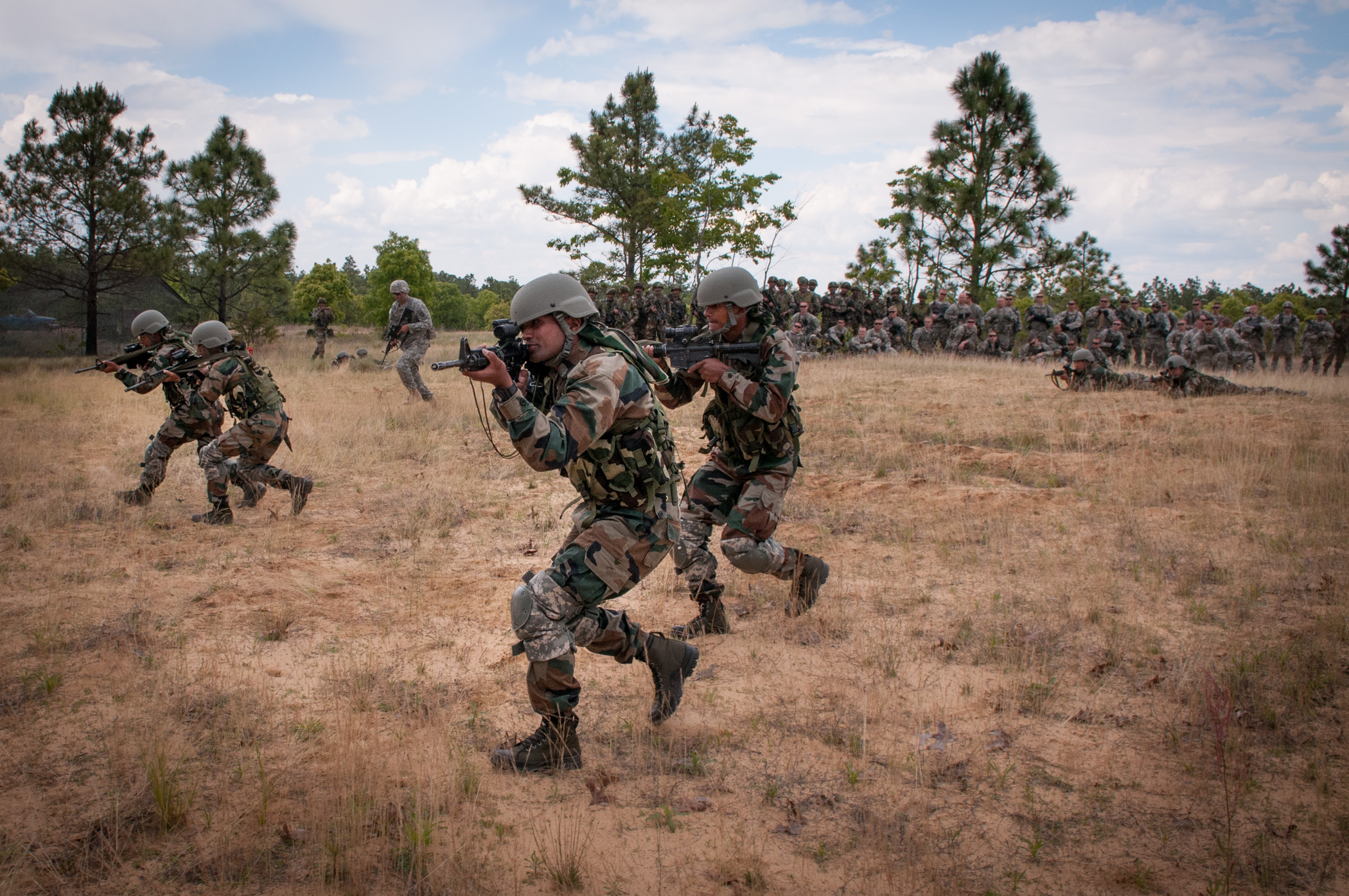
Gurkhští střelci při cvičení, 2013
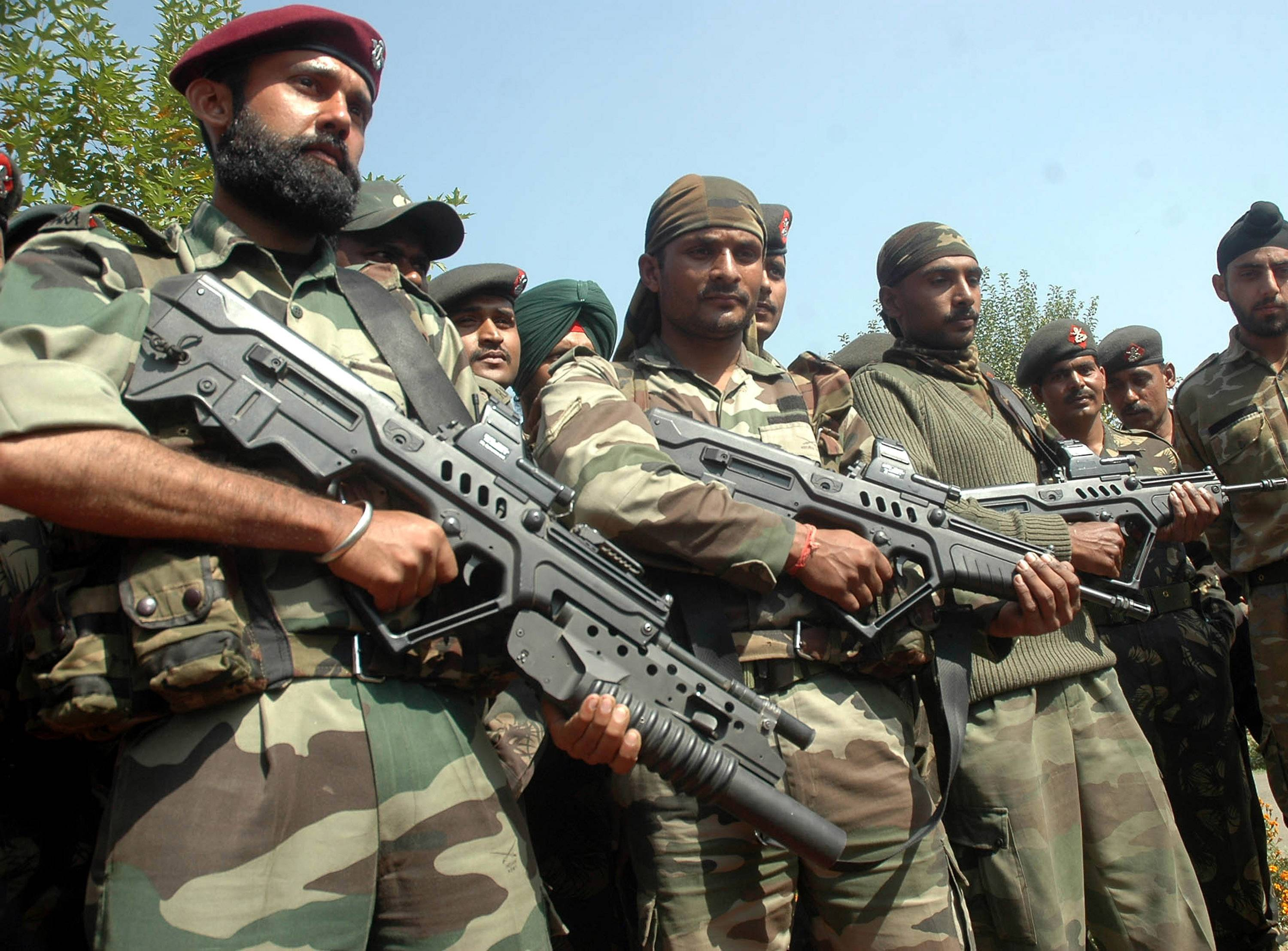
Výsadkáři speciálních sil s puškami Zittara
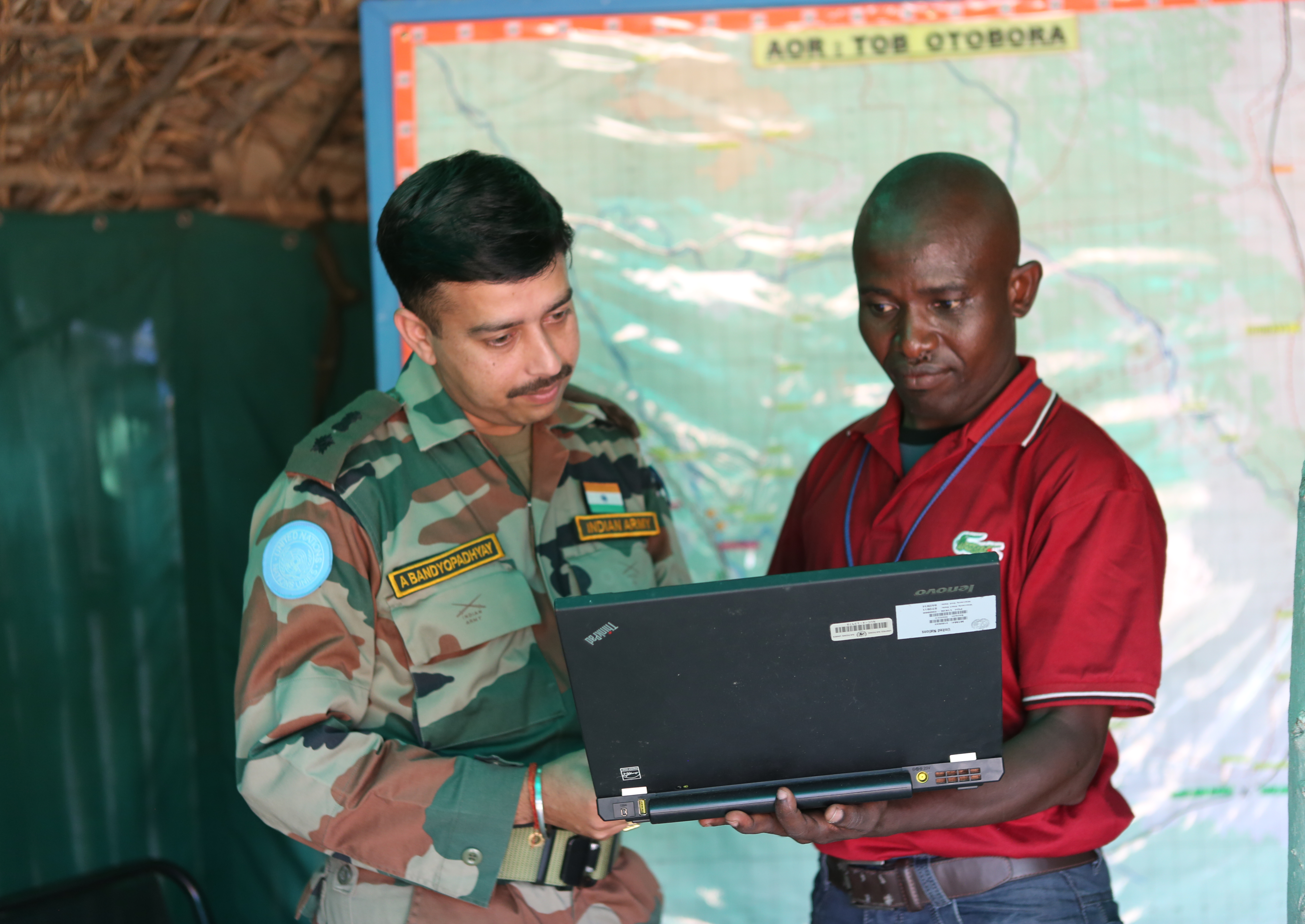
Indický příslušník mise MONUSCO v Kongu
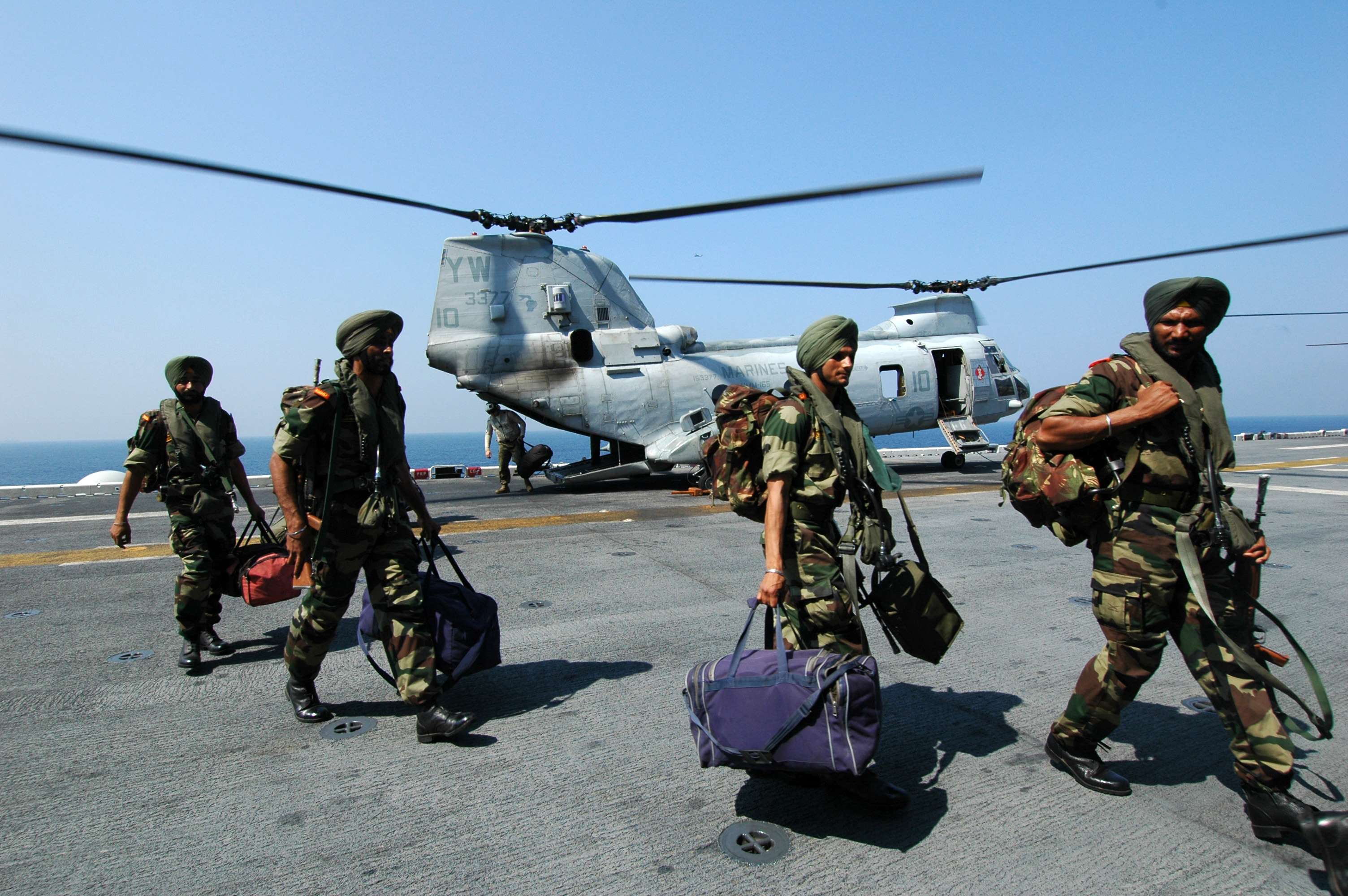
Vojáci 9. praporu lehkého sikhského pluku na palubě USS Boxer během indicko-amerického cvičení
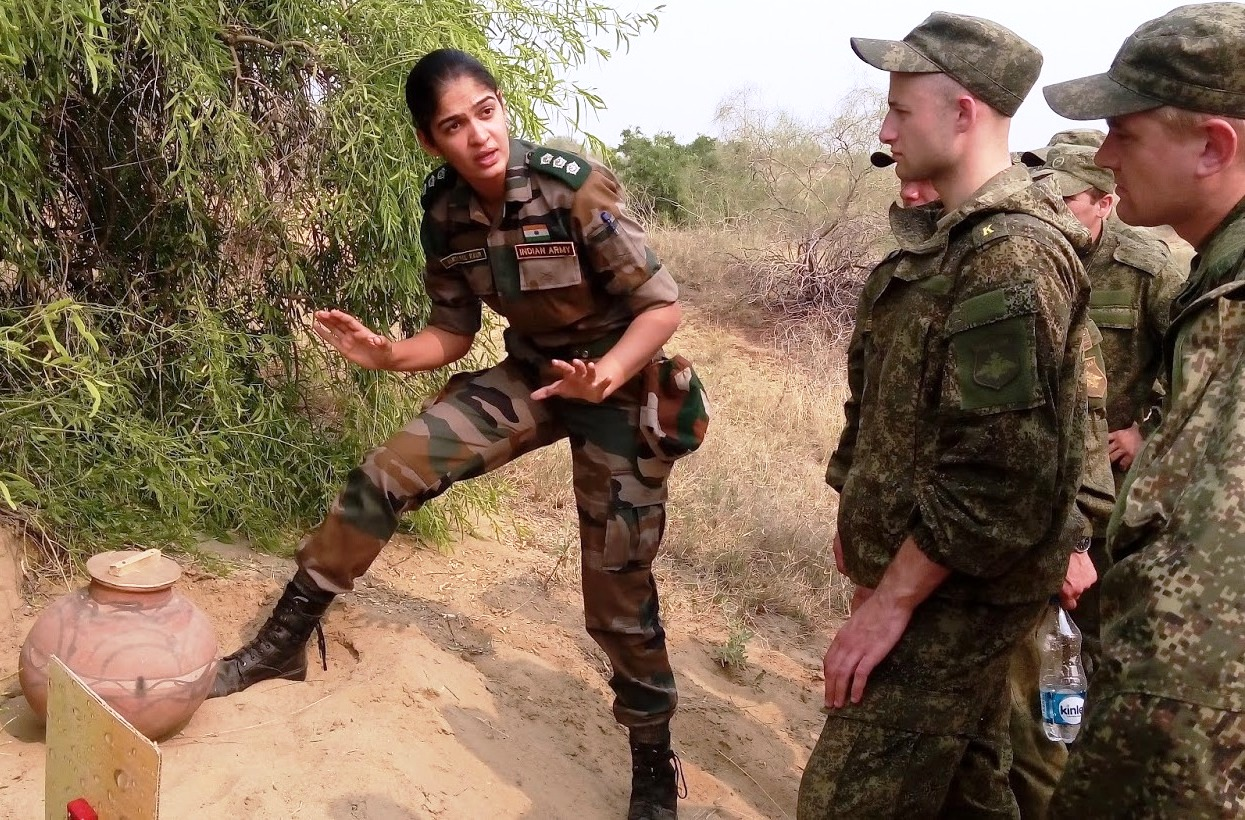
Příslušnice Indické armády hovoří s ruskými vojáky během indicko-ruského cvičení